# Ари Ватанен
Ари Ватанен (на фински: Ari Pieti Uolevi Vatanen) е финландски автомобилен рали състезател и европейски политик. Световен шампион за 1981 година в Световният рали шампионат.
Кандидат е за поста президент на ФИА, в избори на които трябва да бъде избран заместник на Макс Моузли. При гласуването, проведено на 23 октомври 2009 година, Ватанен губи от французина Жан Тод.

## Биография
Ватанен е роден и израства в градчето Тууповаара в източна Финландия.
В началото на кариерата си на пилот има известни успехи предимно в местни състезания, прави дебют в рали шампионата през 1970 година.

### Кариера на автомобилен състезател
През 1977 година се класира на второ място в Рали „Пасифик“ с кола Форд Ескорт.
През 1979 година има нещастието да нарани гърба си в началото на сезона по време на Рали „Швеция“ и така пропуска още две състезания, става трети в Рали „Нова Зеландия“ и втори в Рали „1000 езера“ в родината си.
През 1981 година завоюва Световна титла с Форд Ескорт.
През 1985 година претърпява тежък състезателен инцидент в състезанието Рали „Аржентина“, като се отървава на косъм от смъртта, но понася тежки наранявания. Повече от 18 месеца се бори с раните, възстановява се от нараняванията и депресията която го е обхванала. Възстановява се и се насочва към Рали Дакар.
В рали Дакар постига четири успеха: през 1987, 1989, 1990 и 1991 година с Peugeot 405 Turbo-16 и Peugeot 205 Turbo-16.
С Пежо 405 Turbo-16 печели и трудното състезание - Pikes Peak International hill climb, като рекордът му не е подобрен 5 години.
От 1979 до края на 1981 година навигатор на Ари е Дейвид Ричардс, по-късно спортен директор на Субару в Световният рали шампионат и на Бенетон и БАР във Формула 1, сега директор на бъдещия участник във Формула 1 - Продрайв.

### Винопроизводител, депутат в ЕП и защитник на атомната енергетика
В края на кариерата си работи за френски рали тим. Тогава решава да закупи малка ферма в Южна Франция и да отглежда грозде за производство на вино.
Интересите му от спорта се прехвърлят към политиката. През 1999 година е избран за член на Европейският парламент от квотата на консервативната Финландска партия – „Национална Коалиционна Партия“ (КОКООМУС).
Продължава да живее във Франция, работейки активно върху проекти, свързани предимно с автомобилните данъци и пътните такси в ЕС, както и в аграрните въпроси. Опитва се и да се завърне в автомобилния спорт.
През 2003 се присъединява към заводския тим на Нисан в Рали Дакар, класирайки се седми. Опитва отново през 2004 но отпада. Както казва сам, ще опита отново. През 2007 пак участва в Рали Дакар от екипа на Фолксваген и на първите кръгове се класира в челната петица, но скоро след това отпада поради повреда в двигателя.
През 2004 година е преизбран за член на Европейският парламент, този път от френската консервативна партия UMP (Union pour Mouvement Populaire).
Ари Ватанен е защитник на атомната енергетика. Той се обяви против затварянето на блокове 3 и 4 на АЕЦ „Козлодуй“.